# 최혜인
최혜인(1992년 8월 8일~)은 대한민국의 배드민턴 선수로, 인천국제공항 스카이몬스 소속으로 활동하고 있다.